# Combretum micranthum
Combretum,  es una planta nativa de Senegal, Sierra Leona y Malí que crece en las orillas arenosas de las corrientes de agua. En sus países de origen recibe el nombre de kindeliba, sekhau o kassaou.

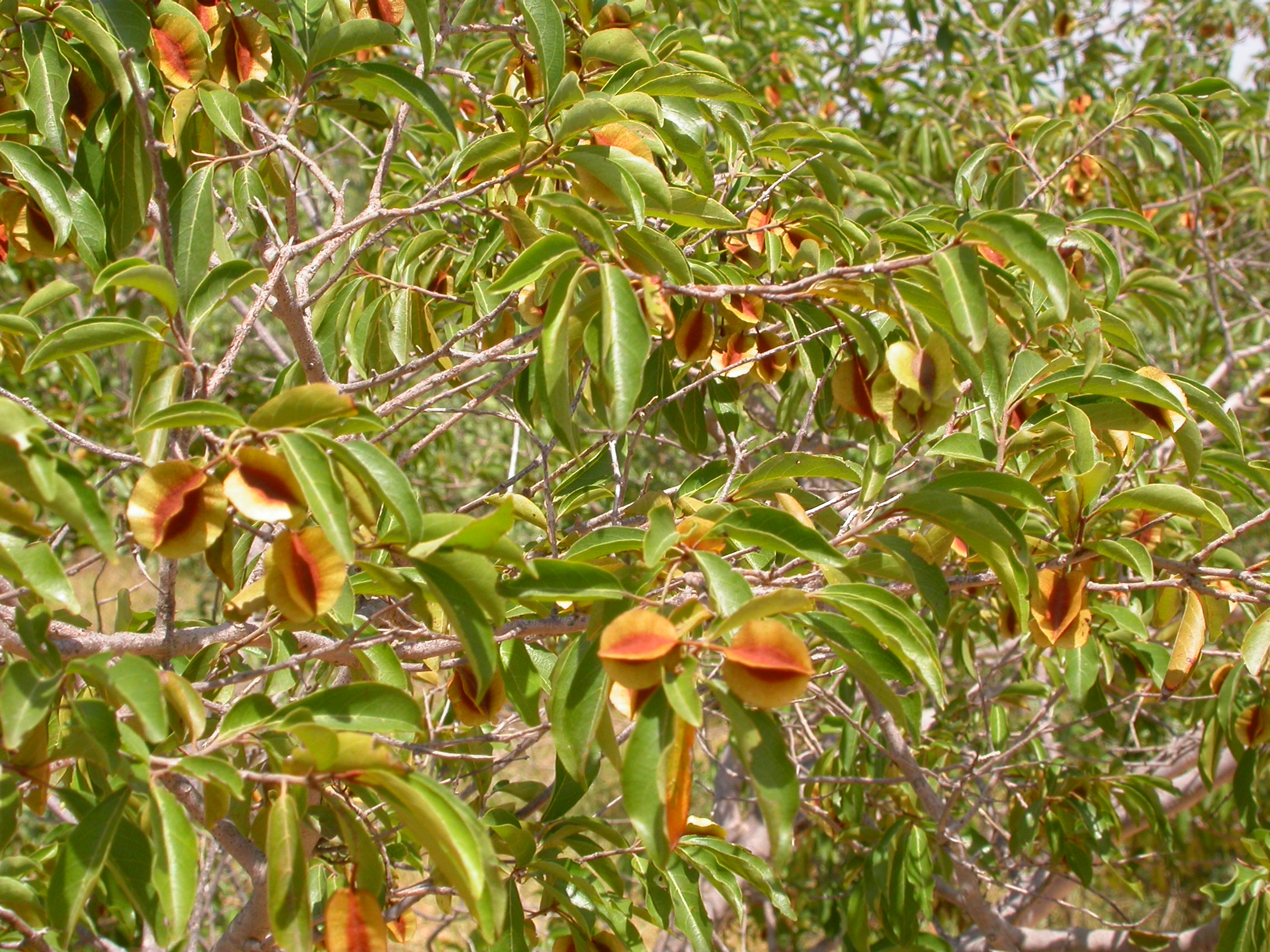
Detalle de las hojas

## Descripción
Es un arbusto que alcanza los 6 metros de altura y se extiende hasta los 15 metros. Tiene hojas opuestas, ovales y acuminadas con peciolo corto. Las flores son pequeñas de color blanco o rosado, agrupándose en espigas axilares.

## Propiedades
- Utilizado para eliminar cálculos biliares, así como para tratar enfermedades del hígado.
- Se ha recomendado para desintoxicar a personas adictas al opio.
- Recomendado para digestiones lentas.
- Tiene un discreto efecto diurético.
- En Burkina Faso se usa una decocción de sus hojas para combatir la malaria.

## Taxonomía
Combretum micranthum fue descrita por George Don y publicado en Edinburgh Philosophical Journal 11: 347. 1824.
Sinonimia
- Combretum parviflorum Rchb.
- Combretum altum Perr. (1828)
- Combretum raimbaultii Heckel
- Bureava crotonoides Baill. (1860)[2]